# The Nude Bomb
The Nude Bomb (ook bekend als The Return of Maxwell Smart of Maxwell Smart and the Nude Bomb) is een Amerikaanse film uit 1980, gebaseerd op de televisieserie Get Smart. De hoofdrollen worden vertolkt door Don Adams, Sylvia Kristel, Dana Elcar en Andrea Howard. De regie was in handen van Clive Donner.

## Verhaal
Agent Maxwell Smart wordt door PITS weer in actie geroepen wanneer de terroristische organisatie KAOS een nieuw plan bedenkt om zichzelf een sterke machtspositie te geven. De organisatie heeft een bom ontwikkeld die alleen kleding vernietigt. Hiermee willen ze alle kledingwinkels en fabrieken opblazen zodat KAOS straks de enige kledingleverancier ter wereld is.

## Rolverdeling
| Acteur           | Personage                                        |
| ---------------- | ------------------------------------------------ |
| Don Adams        | Maxwell Smart, Agent 86                          |
| Sylvia Kristel   | Agent 34                                         |
| Rhonda Fleming   | Edith Von Secondberg                             |
| Dana Elcar       | Chief                                            |
| Pamela Hensley   | Agent 36                                         |
| Andrea Howard    | Agent 22                                         |
| Norman Lloyd     | Carruthers                                       |
| Bill Dana        | Jonathan Levinson Seigle                         |
| Gary Imhoff      | Jerry Krovney                                    |
| Sarah Rush       | Pam Krovney                                      |
| Vittorio Gassman | Norman Saint Sauvage / Nino Salvatori Sebastiani |

## Achtergrond
Naast Don Adams is Adams' neef Robert Karvelas (Larrabee) de enige van de originele castleden uit de televisieserie die meespeelt in deze film. Dana Elcar nam de rol van The Chief over van Edward Platt, die een paar jaar eerder was overleden. Agent 99, Smarts vaste partner uit de serie, komt in de film niet voor, en er wordt ook niet over haar gesproken.
De organisatie waar Smart voor werkt kreeg in de film de nieuwe naam PITS, wat staat voor Provisional Intelligence Tactical Service. In de serie heette de organisatie CONTROL.
Ondanks de titel (die letterlijk vertaald "de naakte bom" betekent) kreeg de film een PG-rating omdat er geen naakt voorkwam in de film. De bom in kwestie ging wel een paar keer af, maar in alle scènes waar dit gebeurt worden de acteurs door strategisch geplaatste voorwerpen in de omgeving grotendeels buiten beeld gehouden.
De film was geen succes.

## Prijzen en nominaties
In 1981 werd The Nude Bomb genomineerd voor een Golden Raspberry Award in de categorie slechtste film.